# Sulina
Sulina (rumænsk udtale: [suˈlina]) er en by og frihavn i distriktet Tulcea i Nord Dobruja, Rumænien, ved udmundingen af Sulinaarmenen af Donau-deltaet. Det er det østligste punkt i Rumænien.
Byen har 3.118 (2021) indbyggere.

## Historie
Byen er ikke forbundet med det rumænske vejnet og er derfor kun tilgængelig med båd. Den var allerede en vigtig flodhavn i byzantinske og senere genova og tyrkiske riger. I det 19. århundrede var den sæde for Donaukommissionen. På grund af sin isolerede beliggenhed og opførelsen af nyere og større rumænske Donauhavne (f.eks. i Giurgiu eller Galați) mistede byen dog massiv betydning i det 20. århundrede. I dag er arbejdsløsheden omkring 40 %.
Det gamle fyrtårn fra 1887, nogle gamle villaer på kajen og den store kirkegård er vidnesbyrd om dens fortid. Sulina har mange kilometer sandstrand ved Sortehavet, men turismen er stadig i sin vorden.
Indtil 1948 tilhørte Slangeøen Rumænien og byen Sulina.
Kilometermarkeringen af Donau blev påbegyndt "ved mundingen nær Sulina". Med tiden blev yderligere områder aflejret i Donau-deltaet, så i dag ligger udmundingen i Sortehavet et par kilometer længere væk, "før" den dengang fastsatte kilometer "0". 
- Sulina og Sulinamundingen (avisbillede 1859)
- Det gamle fyrtårn, i drift fra 1887–1922
- Donaukommissionens fyrtårn, i drift 1870–1983
- St. Nikolaus og Alexander-katedralen